# Wurmbea latifolia
Wurmbea latifolia är en tidlöseväxtart som beskrevs av Terry Desmond Macfarlane. Wurmbea latifolia ingår i släktet Wurmbea och familjen tidlöseväxter.

## Underarter
Arten delas in i följande underarter:
- W. l. latifolia
- W. l. vanessae